# Medinilla umbellata
Medinilla umbellata är en tvåhjärtbladig växtart som beskrevs av Elmer Drew Merrill. Medinilla umbellata ingår i släktet Medinilla och familjen Melastomataceae. Inga underarter finns listade i Catalogue of Life.